# 河婆街道
河婆街道是中国广东省揭西县的一个行政建制镇，位于该县中西部。

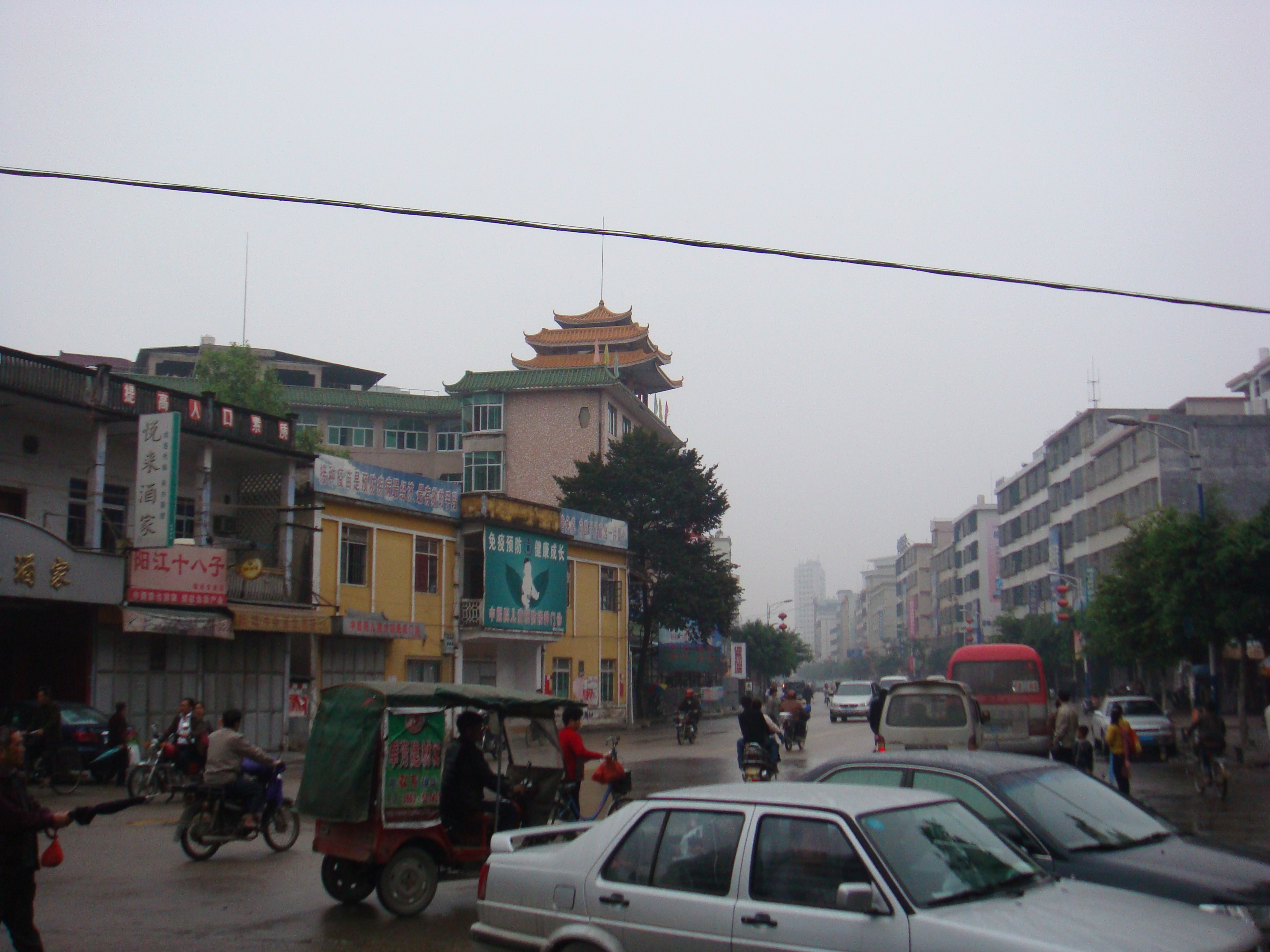
河婆街道

街道为揭西县人民政府驻地，是全县政治、经济、文化中心。面积102平方公里，其中城区面积6平方里，有耕地1.4万多亩，山地8万多亩，下辖26个行政村和9个社区。总人口132628人，其中农业人口49877人，非农业人口82751人。全镇有旅外华侨8万多人，是中国有名的侨乡。
名勝有河婆塔及三山國王霖田祖廟。

## 行政区划
河婆街道下辖以下村级行政区划单位
新村社区、河西社区、东风社区、建新社区、军田社区、大同社区、河山社区、新安社区、宝塔社区、新建村、新四村、乡肚村、乡新村、北坑村、西坑村、六一村、后埔村、下滩村、岭丰村、湖洋村、庙陇村、马头村、庙角村、欣堂村、南新村、新楼村、南和村、宫墩村、溪角村、河东村、三星村、东星村、溪西村、溪东村和客潭村。

## 原居民聚居地
- 張︰北坑、厚埔、下灘、石內、張家圍、清河村 (古代，另一張家，已外遷)
- 劉︰楓樹寮、坪山、菜仔園
- 蔡︰尖田尾、客潭、東心埔
- 巫︰三家、赤溜頭
- 呂︰埔尾
- 陳︰陳屋樓、高士美樓、後三灘、楊屋街.有一地名稱苦練腳.今已經無法查知
- 黃︰馬頭
- 鄭︰厚埔、埔尾
- 謝：埔尾 (古代)
- 莊︰橫江 (巫石坑)、石碑牌
- 段︰河婆鎮
- 洪︰洪屋樓
- 蘇：蘇屋樓
- 吳︰欣塘角、廟角
- 韓︰韓屋樓
- 李︰古樓(古代，即今東心埔上樓近處)
- 賴︰古樓(古代，即今東心埔上樓近處)、三兜竹 (古代，今日位置不詳)
- 陶：陶屋寨 (現為劉姓居住)
- 倪：河婆鎮
- 傅︰傅屋寨
- 蕭︰傅屋寨、蕭屋樓、坪山寨
- 何：馬頭 (古代)
- 宜：馬頭 (古代)
- 廖：馬頭 (古代)
- 侯︰六一村 (古代，侯韓兩家衝突時外遷)
- 林︰厚埔、北坑 (古代，後遷錢坑)
- 高：厚埔 (古代)